# 마사이인
마사이인(Maasai)은 동아프리카의 유목민으로 원래 나일사하라어족의 샤리나일어군에 속하는 동수단어를 쓰는 사람들을 가리키는 언어학 용어이기도 하다(마사이어).

## 전통적 습속과 풍습
케냐와 탄자니아에 걸쳐 있는 그레이트리프트밸리 지역에 사는 유목 마사이인, 케냐의 삼부루인, 탄자니아에서 반유목생활을 하는 아루샤인·바라구유인이 여기에 속한다. 유목 마사이인은 1년 내내 무리를 지어 유목생활을 하며 거의 가축의 피와 우유만을 먹는다. 진흙으로 만든 집 주위에 크고 둥근 가시나무 울타리를 치며 한 집에서 4, 5세대가 가축과 함께 거주한다. 일부다처제가 보통이며 같은 연령 집단에 속한 남자들끼리 아내를 빌려주는 풍습이 있다. 결혼할 때는 신랑이 상당한 양의 가축을 신부값으로 치러야 한다.

## 민족의 구성과 전통 의식
이들의 사회는 많은 부계씨족으로 이루어지지만 전체적으로는 2개의 반족(半族)으로 구성된다. 그렇지만 이들 사회 통합의 기초는 연령 집단이다. 이들은 같은 성년식 기간에 할례(割禮)를 받은 다음 하나의 연령 집단을 형성하는데 죽을 때까지 이 연령 집단의 구성원으로 살아가게 된다. 나이를 먹어가면서 위계가 높아지는데 한 등급은 대략 15년간 유지된다. 상하급 전사, 상하급 연장자 등으로 등급이 나뉘며 상급 연장자는 부족 안에서 중요한 일을 결정할 권한을 가진다. 마사이 사회는 매우 평등하며 노예를 소유하지 않는다. 의식은 올로이보니라는 제의 담당자가 맡는데 이 사람은 정치적인 권력이 주어지지 않는 종교지도자이다.

## 케냐·탄자니아 정부의 처우 현황
오늘날 케냐와 탄자니아 정부는 마사이인이 정착 농경 생활을 할 수 있도록 각각 지원하고 있다.

## 같이 보기
- 마사이어